# Aibre
Aibre település Franciaországban, Doubs megyében. Lakosainak száma 449 fő (2022. január 1.). Aibre Trémoins, Raynans, Semondans, Le Vernoy, Désandans és Laire községekkel határos.

## Népesség
A település népességének változása:
| Lakosok száma | 221  | 522  | 504  | 456  | 472  | 480  | 473  | 467  | 465  | 449  |
|               | 1968 | 1982 | 1990 | 2006 | 2013 | 2015 | 2017 | 2019 | 2020 | 2022 |